# Star Wars Galactic Battlegrounds: Clone Campaigns
Star Wars Galactic Battlegrounds: Clone Campaigns è un'espansione del videogioco di strategia in tempo reale Star Wars: Galactic Battlegrounds, ambientato nell'universo espanso di Guerre stellari, sviluppata da LucasArts e pubblicata nel maggio del 2002.

## Trama
Questa espansione di videogioco contiene la storia del film "Star Wars: Episodio II - L'attacco dei cloni".

## Modalità di gioco
Ci sono 2 campagne in sequenza (ognuna di 7 missioni) per il gioco in singolo, relative alle due civiltà aggiuntive di Guerre stellari: "Confederazione dei Sistemi Indipendenti" e "Repubblica Galattica""e inoltre un completo editor di mappe e scenari (questi sono poi utilizzabili sia in gruppo su LAN o su Internet che in singolo contro il computer).